# União Soviética nos Jogos Olímpicos
A União Soviética participou pela primeira vez dos Jogos Olímpicos em 1952, e competiu nos Jogos em 18 ocasiões desde então. Em 6 de suas 9 aparições nos Jogos Olímpicos de Verão, o time ficou em primeiro no quadro de medalhas, ficando em segundo nas outras três ocasiões. Já nos Jogos Olímpicos de Inverno, o time ficou por 7 vezes em primeiro lugar e por 2 vezes em segundo no quadro de medalhas em que participou.
O Comitê Olímpico da União Soviética foi criado em 21 de Abril de 1961 e foi reconhecido pelo COI na sua 45ª sessão, no dia 7 de Maio do mesmo ano. Ainda em 1951, quando o representante da URSS Constantin Andrianov se tornou um membro do COI, a URSS finalmente ingressou no movimento olímpico.
Os Jogos Olímpicos de Verão de 1952 em Helsinque se tornaram os primeiros para os atletas soviéticos. Em 20 de Julho de 1952, a primeira medalha olímpica da história dos esportes soviéticos foi vencida por Nina Romashkova no lançamento de disco feminino. O resultado de Romashkova nesse evento(51,42 m) foi o novo recorde olímpico naquela época.
Os Jogos Olímpicos de Inverno de 1956 em Cortina d'Ampezzo se tornaram os primeiros Jogos de Inverno para os atletas soviéticos. Lá, a primeira medalha de ouro da história dos esportes de inverno da URSS foi de Lyubov Kozyreva nos 10km do Esqui cross-country feminino.
A União Soviética foi a sede dos Jogos Olímpicos de Verão de 1980 em Moscou. Esses jogos foram boicotados pelos Estados Unidos e vários outros países, e subsquentemente, a URSS liderou um boicote aos Jogos de 1984 em Los Angeles.
Embora a União Soviética tenha deixado de existir em 26 de Dezembro de 1991, o Comitê Olímpico da União Soviética existiu formalmente até 12 de Março de 1992, quando foi extinto.
Em 1992, 12 das 15 ex-Repúblicas Soviéticas competiram juntas representando a Comunidade dos Estados Independentes e desfilaram sob a bandeira olímpica nos Jogos de Barcelona, terminando na primeira colocação no quadro de medalhas. O Time Unificado também competiu nos Jogos de Inverno de Albertville mais cedo no mesmo ano, representado por 7 das 15 ex-Repúblicas, e terminou em segundo no quadro de medalhas naqueles Jogos.

## Quadro de Medalhas

### Medalhas por Jogos de Verão
| Jogos                   | Atletas      | Ouro         | Prata        | Bronze       | Total        | Posição      |
| 1952 Helsinque          | 295 (40)     | 22           | 30           | 19           | 71           | 2            |
| 1956 Melbourne          | 283 (39)     | 37           | 29           | 32           | 98           | 1            |
| 1960 Roma               | 284 (50)     | 43           | 29           | 31           | 103          | 1            |
| 1964 Tóquio             | 319 (63)     | 30           | 31           | 35           | 96           | 2            |
| 1968 Cidade do México   | 313 (67)     | 29           | 32           | 30           | 91           | 2            |
| 1972 Munique            | 373 (71)     | 50           | 27           | 22           | 99           | 1            |
| 1976 Montreal           |              | 49           | 41           | 35           | 125          | 1            |
| 1980 Moscou (país-sede) |              | 80           | 69           | 46           | 195          | 1            |
| 1984 Los Angeles        | não competiu | não competiu | não competiu | não competiu | não competiu | não competiu |
| 1988 Seul               |              | 55           | 31           | 46           | 132          | 1            |
| Total                   |              | 395          | 319          | 296          | 1010         | 2            |

### Medalhas por Jogos de Inverno
| Jogos                  | Atletas | Ouro | Prata | Bronze | Total | Posição |
| 1956 Cortina d'Ampezzo | 55 (7)  | 7    | 3     | 6      | 16    | 1       |
| 1960 Squaw Valley      | 62 (13) | 7    | 5     | 9      | 21    | 1       |
| 1964 Innsbruck         | 69 (17) | 11   | 8     | 6      | 25    | 1       |
| 1968 Grenoble          | 74 (21) | 5    | 5     | 3      | 13    | 2       |
| 1972 Sapporo           | 78 (20) | 8    | 5     | 3      | 16    | 1       |
| 1976 Innsbruck         |         | 13   | 6     | 8      | 27    | 1       |
| 1980 Lake Placid       |         | 10   | 6     | 6      | 22    | 1       |
| 1984 Sarajevo          |         | 6    | 10    | 9      | 25    | 2       |
| 1988 Calgary           |         | 11   | 9     | 9      | 29    | 1       |
| Total                  |         | 78   | 57    | 59     | 194   | 3       |

### Medalhas por esportes nos Jogos de Verão
| Esporte            | Ouro | Prata | Bronze | Total |
| Ginástica          | 73   | 67    | 44     | 184   |
| Atletismo          | 65   | 55    | 75     | 195   |
| Lutas              | 62   | 31    | 23     | 116   |
| Halterofilismo     | 39   | 21    | 2      | 62    |
| Canoagem           | 29   | 13    | 9      | 51    |
| Esgrima            | 18   | 15    | 16     | 49    |
| Tiro               | 17   | 15    | 17     | 49    |
| Boxe               | 14   | 19    | 18     | 51    |
| Natação            | 13   | 21    | 26     | 60    |
| Remo               | 12   | 20    | 10     | 42    |
| Ciclismo           | 11   | 4     | 8      | 23    |
| Voleibol           | 7    | 4     | 1      | 12    |
| Hipismo            | 6    | 5     | 4      | 15    |
| Judô               | 5    | 5     | 13     | 23    |
| Pentatlo moderno   | 4    | 5     | 5      | 14    |
| Vela               | 4    | 5     | 3      | 12    |
| Basquetebol        | 4    | 4     | 4      | 12    |
| Handebol           | 4    | 1     | 1      | 6     |
| Saltos ornamentais | 3    | 4     | 6      | 13    |
| Polo aquático      | 2    | 2     | 3      | 7     |
| Futebol            | 2    | 0     | 3      | 5     |
| Tiro com arco      | 6    | 5     | 14     | 25    |
| Hóquei sobre grama | 0    | 0     | 2      | 2     |
| Total              | 395  | 319   | 296    | 1010  |

### Medalhas por esportes nos Jogos de Inverno
| Esporte                 | Ouro | Prata | Bronze | Total |
| Esqui cross-country     | 25   | 22    | 21     | 68    |
| Patinação de velocidade | 24   | 17    | 19     | 60    |
| Patinação artística     | 10   | 9     | 5      | 24    |
| Biatlo                  | 9    | 5     | 5      | 19    |
| Hóquei no gelo          | 7    | 1     | 1      | 9     |
| Luge                    | 1    | 2     | 3      | 6     |
| Bobsleigh               | 1    | 0     | 2      | 3     |
| Salto de esqui          | 1    | 0     | 0      | 1     |
| Combinado nórdico       | 0    | 1     | 2      | 3     |
| Esqui alpino            | 0    | 0     | 1      | 1     |
| Total                   | 78   | 57    | 59     | 194   |